# دولسین
دولسین (به انگلیسی: Dulcin) با فرمول شیمیایی C9H12N2O2 یک ترکیب شیمیایی با شناسه پاب‌کم 24258 است. که جرم مولی آن ۱۸۰٫۲۰ گرم بر مول می‌باشد. 